# Élie II d'Anjou ou Élie II du Maine
Élie II d'Anjou ou Élie II du Maine  né vers 1115, mort le 15 janvier 1151 à Tours, fut comte du Maine titulaire de 1126 à 1151. Malgré l'héritage qui lui était promis après la mort de sa mère, son frère aîné Geoffroy V Plantagenêt, comte d'Anjou,  refusa toujours de le laisser en prendre possession et le fit emprisonner jusqu'à sa mort.[réf. nécessaire]

## Biographie
Il était le fils cadet de Foulque V le Jeune, comte d'Anjou, du Maine et de Tours, et d'Erembourg de Beaugency, comtesse du Maine.
Il semble que son père lui avait accordé le comté du Maine, en héritage de sa mère décédée en 1126, mais son frère aîné Geoffroy V Plantagenêt, héritier du comté d'Anjou, conserva aussi le comté du Maine. Élie le réclama et se révolta en 1145 pour s'en rendre maître. Son frère le vainquit et l'emprisonna jusqu'à sa mort à Tours le 15 janvier 1151.
Il avait épousé Philippa ou Philippine, fille de Rotrou III, comte du Perche, et avait une fille, Béatrix, mariée à Jean Ier, comte d'Alençon.

## Sources
- Christian Thevenot La Légende dorée des Comtes d'Anjou p. 234,263. Olivier Orban (1991)  (ISBN 2855656249).